# Diplodactylus granariensis
Espèce
Synonymes
- Diplodactylus barbouri Brygoo, 1991

Statut de conservation UICN

 LC  : Préoccupation mineure
Diplodactylus granariensis est une espèce de gecko de la famille des Diplodactylidae.

## Répartition
Cette espèce est endémique d'Australie. Elle se rencontre en Australie-Occidentale et dans l'ouest de l'Australie-Méridionale.

## Description
C'est un gecko terrestre, nocturne et insectivore.

## Liste des sous-espèces
Selon The Reptile Database (4 septembre 2012) :
- Diplodactylus granariensis granariensis Storr, 1979
- Diplodactylus granariensis rex Storr, 1988

## Publications originales
- Storr, 1979 : The Diplodactylus vittatus complex (Lacertilia: Gekkonidae) in Western Australia. Records of the Western Australian Museum, vol. 7, p. 391-402 (texte intégral).
- Storr, 1988 : Three new Diplodactylus (Lacertilia: Gekkonidae) from the and zone of Australia. Records of the Western Australian Museum, vol. 14, p. 217-233 (texte intégral).